# Gebrannte Brücke

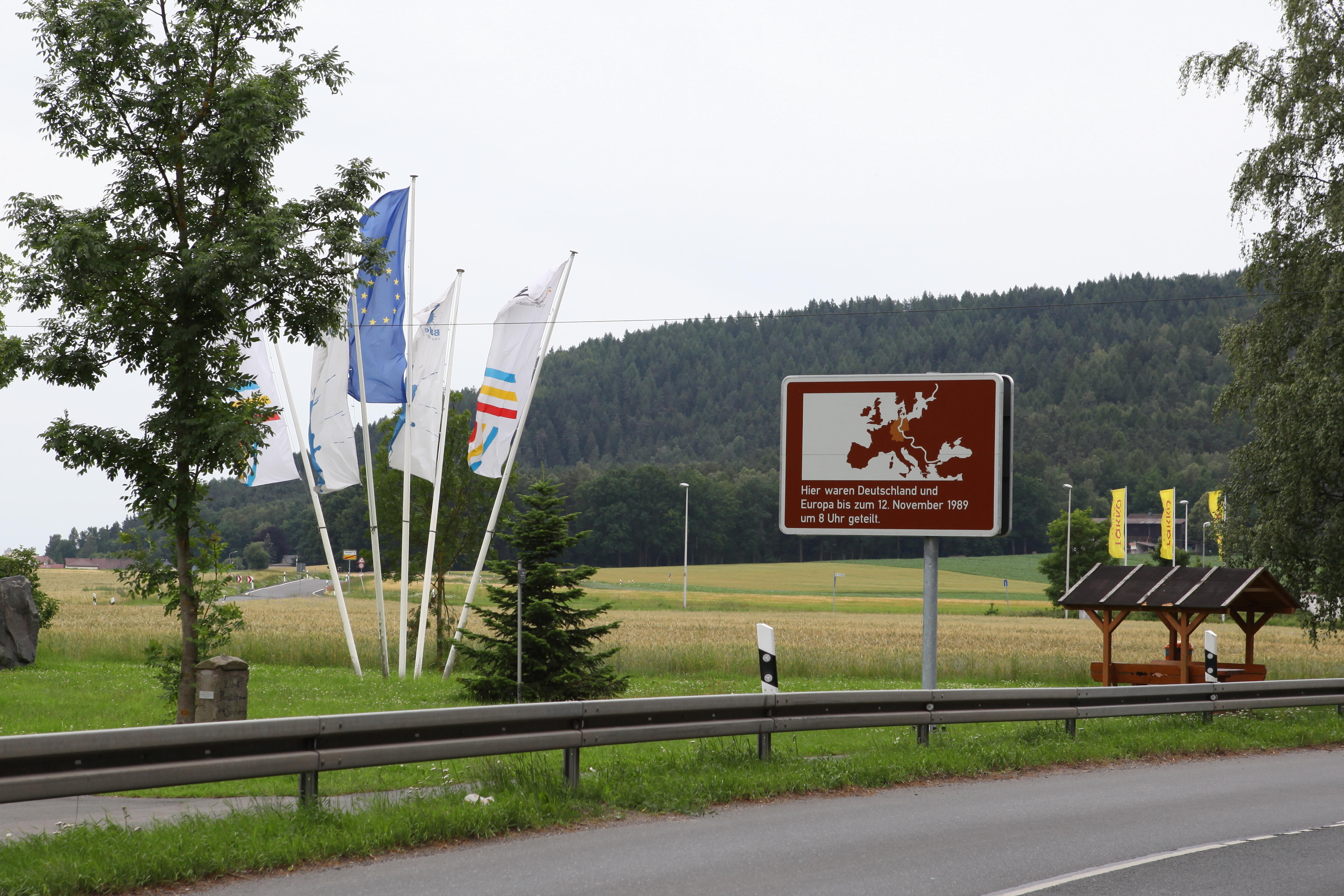
Grenzpunkt Gebrannte Brücke mit touristischer Unterrichtungstafel

Die Gebrannte Brücke ist eine die Landesgrenze zwischen Thüringen und Bayern überschreitende Straßenverbindung an der Gemarkungsgrenze zwischen dem Sonneberger Ortsteil Hönbach und dem Neustädter Ortsteil Ebersdorf.
Nach Überlieferungen von 1162 bestand in dem sumpfigen Gelände ein Knüppeldamm oder eine kleine Brücke. Das verbaute Holz wurde zur Verbesserung der Dauerhaftigkeit angekohlt bzw. -gebrannt. Die Brücke soll bis ins 14. Jahrhundert der Verhandlungsort eines Brückengerichts gewesen sein, das danach von dem Zentgericht in Neustadt abgelöst wurde.

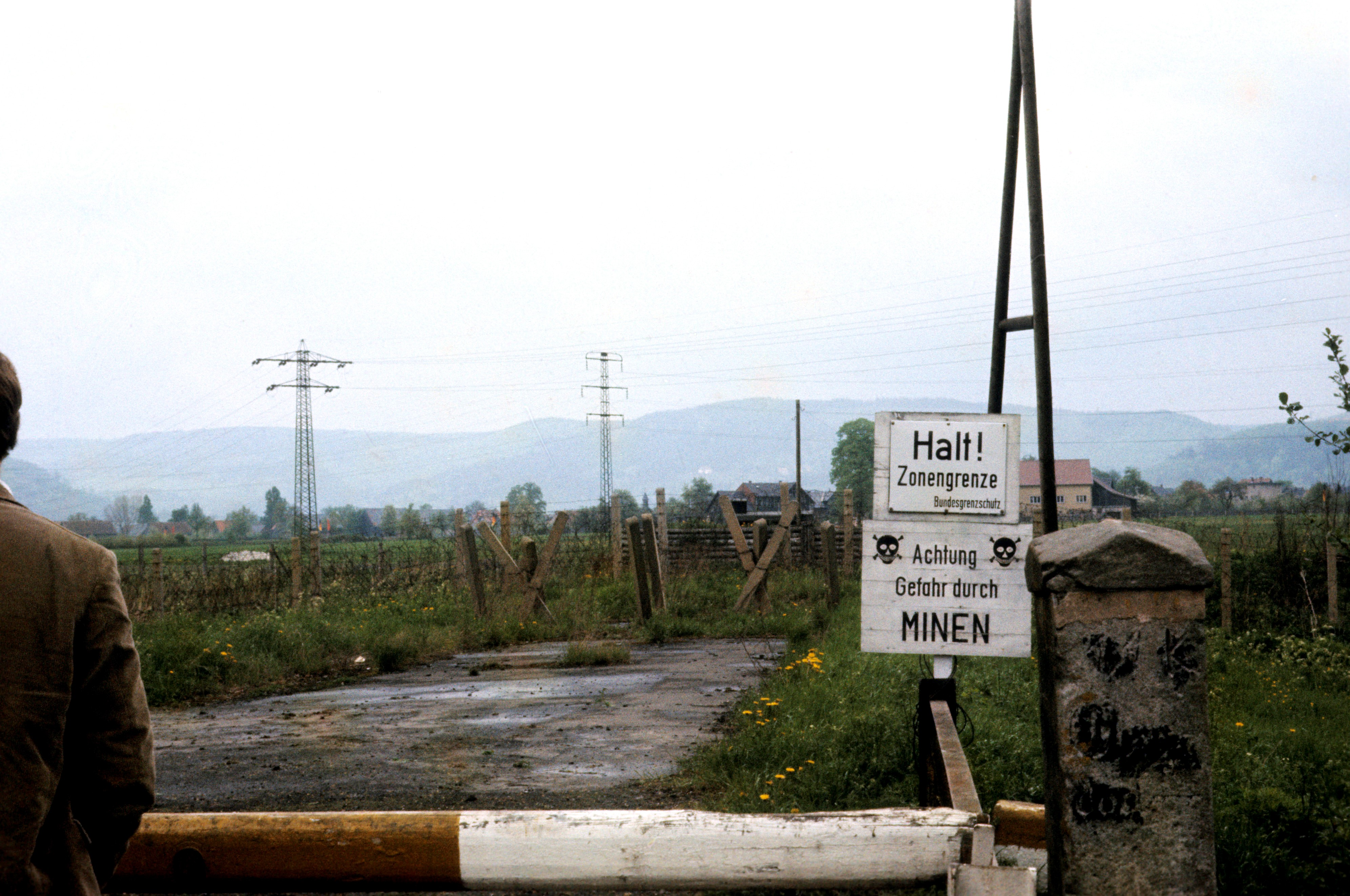
Blick auf die innerdeutsche Grenze auf der Gebrannten Brücke, 1965

Zwischen 1945 und 1949 gab es an der Gebrannten Brücke einen Grenzübergang zwischen der amerikanischen Besatzungszone in Bayern und der sowjetischen Besatzungszone in Thüringen. Nach Gründung der DDR befand sich die Gebrannte Brücke auf der Sonneberger Seite von 1952 bis zum 9. November 1989 im 500 m Sperrgebiet der DDR. Die Straße über die Gebrannte Brücke blieb bis 1953 für den Güterverkehr offen, wobei hauptsächlich der VEB Kraftverkehr Sonneberg diesen Grenzübergang nutzte. Am 12. November 1989 wurde hier die innerdeutsche Grenze geöffnet, am 1. Juli 1990 unterzeichneten Peter-Michael Diestel und Wolfgang Schäuble vor Ort den Vertrag über die Abschaffung der Grenzkontrollen an der innerdeutschen Grenze. Während der 1990er-Jahre begannen Sonneberg und Neustadt an der gebrannten Brücke mit der Entwicklung des gleichnamigen Gewerbegebiets beiderseits der gemeinsamen Stadtgrenze.